# Ядрин
Я́дрин (чув. Етӗрне) — город (с 1708) в Чувашской Республике России, административный центр Ядринского муниципального округа.

## Этимология
Народная этимология объясняет названия Ядрин тем, что во времена войны Ивана Грозного с Казанским ханством здесь изготовлялись или завозили для хранения пушечные ядра, так как первыми в опорный город были поселены стрельцы и пушкари. Эта версия не подтверждается историческими данными: город возник после взятия Казани, среди его жителей не было кузнецов и других мастеровых. Тем не менее, «артиллерийская» версия происхождения названия города нашла отражение в гербе, утверждённом в 1781 году: «треугольную пирамидою сложенные пушечные чугунные ядра в красном поле, означающие собою имя сего города». Современная этимология связывает название с именем основателя поселения Етĕрне или Едёрне (русифицированная форма — Ядрый), владельца земли, на которой возник город, или, ещё вероятнее, с названием чувашского поселения Етĕрне, так как Ядринская волость существовала ещё до основания стольного города. По другой версии слово Етĕрне трансформировалось от Йĕтĕрне, где слово йĕтĕр — «скатывать», йĕтĕрне — скатка, скалка, тупă йĕтĕрле — скатать шар. Так же словом йĕтĕрне часто называли — волок, воложки, где построенные корабли и ладьи из леса на брёвнах кругляках рабочие лашманы скатывали в реку. Так же словом йĕтĕрне называли обработку льна для ткани çитĕ.

## География
Город расположен на берегу реки Сура, в 59 км от железнодорожной станции Шумерля и в 8 км от федеральной автомагистрали М7 Москва — Уфа, в 60 км (77 по автодороге) к юго-западу от столицы республики — города Чебоксары.

## История

Герб Ядринского полка (1770-е гг)

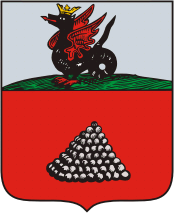
Герб города Ядрин (1781)

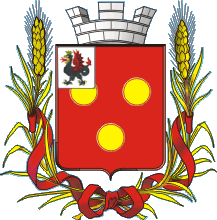
Герб города Ядрин (1859)

Основан в 1590 году как острог, под руководством Куракина Андрея Петровича, на восточной окраине русского государства. Первые жители Ядринской крепости — стрельцы, пушкари, дети боярские и др. служилые люди, численность которых в первой половине XVII века доходила до 195 человек.
С 1591 года центр Ядринского уезда.
В 1648 году 20 пеших стрельцов, вместе с другими ратными людьми, основали город Тагай.
В сентябре—ноябре 1670 года занят отрядом восставших под командованием М. Осипова в ходе восстания Разина 1670—1671 годов.
В начале XVIII века Ядрин потерял военно-сторожевое значение. В конце века в городе жило около 1,5 тыс. человек, в середине XIX века — около 2,5 тыс. человек, в 1915 г. — 4429 человек. Главным занятием населения в то время являлось земледелие, развивались торговля, ремесло.
В 1791 году открыто малое народное училище (с 1804 г. — уездное), в 1817 году при нём была открыта библиотека.
Уездный город Казанской губернии (1708—1714, 1717—1719), Нижегородской губернии (1714—1717, 1719—1779; с 1719 её Алатырской пров.; 18-24.6.1920), Казанской губернии (1779—1920; в 1781-96 Казанское наместничество).
Советская власть установлена 2(15).12.1917. С 1920 в Чувашии: уездный (1920-27), с 5 сентября 1927 город является административным центром Ядринского района.
В Ядрине сохраняются каменные и деревянные здания, построенные до революции. Среди них — дом Бурашникова (улица Карла Маркса, 20), дом Железнова (Комсомольская улица, 6), земское собрание (улица Карла Маркса, 27). В здании глазной и хирургической лечебницы (улица Карла Маркса, 2) с 2011 года располагается художественно-краеведческий музей. Ранее музей находился в другом здании, деревянном, пока оно не сгорело 7 июля 2007 года. От огня также пострадали женская прогимназия (Первомайская улица, 12), уездное училище (улица Карла Маркса, 12), сгоревшую богадельню (улица Максима Горького, 3) снесли. Весной 2024 года сгорел дом, в котором родился ученый-тюрколог, автор словаря чувашского языка Н. И. Ашмарин (улица Ленина, 18); в этом деревянном здании готовились открыть музей чувашского языка.

## Органы власти
В рамках организации местного самоуправления с 2004 по 2022 год в границах города существовало муниципальное образование «Ядринское городское поселение». Упразднено законом от 29 марта 2022 года в рамках преобразования муниципального района со всеми входившими в его состав поселениями путём их объединения в муниципальный округ. С 1 января 2023 года функционирует Ядринский территориальный отдел.

## Население
| 1856    | 1897    | 1913    | 1931    | 1939    | 1959    | 1970    | 1979    |
| ------- | ------- | ------- | ------- | ------- | ------- | ------- | ------- |
| 2400    | ↗2500   | ↗5500   | ↘3100   | ↗5400   | ↗6273   | ↗6821   | ↗7304   |
| 1989    | 1992    | 1993    | 1996    | 1997    | 2001    | 2002    | 2003    |
| ↗10 149 | ↗10 700 | →10 700 | ↗11 000 | →11 000 | →11 000 | ↘10 573 | ↗10 600 |
| 2005    | 2006    | 2007    | 2009    | 2010    | 2011    | 2012    | 2013    |
| ↘10 200 | ↘10 100 | →10 100 | ↘9767   | ↘9614   | ↘9600   | ↘9220   | ↘8983   |
| 2014    | 2015    | 2016    | 2017    | 2018    | 2019    | 2020    | 2021    |
| ↘8766   | ↘8691   | ↘8585   | ↘8451   | ↘8387   | ↘8252   | ↘8170   | ↘7918   |

На 1 января 2025 года по численности населения город находился на 994-м месте из 1124 городов Российской Федерации.
Национальный состав: чуваши — 66,7 %, русские — 31,1 %, марийцы — 0,4 %, украинцы — 0,4 %, мордва — 0,3 %, татары — 0,3 %, немцы — 0,2 %.

## Учреждения образования и культуры
В городе функционирует гимназия, профессиональный лицей (готовит механизаторов, швей, кулинаров, поваров, продавцов), две полные общеобразовательные школы, школа искусств, дом детского творчества, детско-юношеская спортивная школа, Дом культуры, три библиотеки, дом — музей Н. Д. Мордвинова, ФСК (Физкультурно-спортивный комплекс). Выпускается районная газета «Знамя труда». По данным на май 2003 года, в школах города обучалось 2075 человек.

## Экономика
- Ядринский промкомбинат;
- Предприятие «Ядринмолоко»
- Спиртовой завод «Ядринский»
- Мясоперерабатывающее предприятие «Ядринское»;
- Ядринский машзавод
- Ядринский кирпичный завод;
- Близ Ядрина, на берегу Суры, находится Чувашский конный завод.
- В Ядринском районе выращивают хмель, картофель, зерновые. Разводят крупный рогатый скот, свиней и птиц.
- Месторождения глин.

## Достопримечательности

Скульптурная композиция «Ангел Памяти и Славы» и Физкультурно-спортивный комплекс «Присурье»

- Михаилоархангельская церковь (конец XVII — начало XVIII века) — в советское время была переоборудована под промкомбинат. После пожара стены без крыши и без перекрытий в аварийном состоянии переданы Чебоксарской Епархии РПЦ, нуждается в реконструкции;
- Троицкая церковь (1829);
- ряд домов XIX века (здания бывшего реального училища, казначейства, почты, районной библиотеки и другие);
- Алексеевская церковь (1856);
- Скульптура «Ангел памяти и славы» (2005).

## Люди, связанные с городом
- Большую роль в развитии города во второй половине XIX — начале XX века играли купцы братья Таланцевы[33] — Михаил, Зиновий и Николай, сыновья известного чебоксарского купца Михаила Михайловича Таланцева.
- Здесь работал и умер врач К. В. Волков.
- В Ядрине или возле него родился архитектор П. Е. Егоров.

Список почётных граждан города Ядрина
По состоянию на 16 января 2022 года
- Абакумова Мария Алексеевна — бывший директор Ядринского хлебокомбината
- Александров Вячеслав Николаевич — председатель Чувашского Сберегательного банка
- Бакро Василий Иванович (10.04.1926 — 02.11.1997) — в 1974—1994 годах директор Ядринского спиртового завода
- Биктимиров Петр Гурьевич — пенсионер
- Валицкая Крета Лазеревна — пенсионерка, бывший руководитель Департамента Федеральной службы занятости населения по Чувашской Республике
- Виноходов Юрий Федорович — пенсионер, зам.директора машзавода
- Гущин Фёдор Григорьевич (05.03.1891-29.10.1991) — в течение длительного времени работал бакенщиком сначала на Волге, а перед уходом на пенсию — на Суре
- Еремеев Алексей Семёнович — советский военный деятель и деятель оборонной промышленности, генерал-майор, лауреат Государственной премии СССР
- Иванов Зиновий Тарасович — пенсионер
- Игнатьева Анна Васильевна (30.11.1923 — 7.02.2005) -в 1965—1983 годах первый секретарь Ядринского РК КПСС
- Изоркин Арсений Васильевич — кандидат исторических наук, заслуженный работник культуры, народный академик Чувашии
- Нагорнов Владимир Порфирьевич — скульптор
- Пантыкин Анатолий Павлович — бывший управляющий Стройтреста № 3 г. Чебоксары
- Сторожев Юрий Васильевич — генеральный директор Сурского речного пароходства
- Тереева Фаина Ахатовна — бывший главный врач Ядринской психбольницы
- Фёдоров Геннадий Семенович — главный федеральный инспектор по Чувашской Республике
- Хохлов Дмитрий Иванович - полковник запаса ВС РФ
- Шадрина Капитолина Николаевна — пенсионерка, преподаватель русского языка и литературы
- Щепетов Юрий Алексеевич — бывший директор центра занятости
- Яковлева Нина Яковлевна — пенсионерка, врач-стоматолог

## Фотогалерея

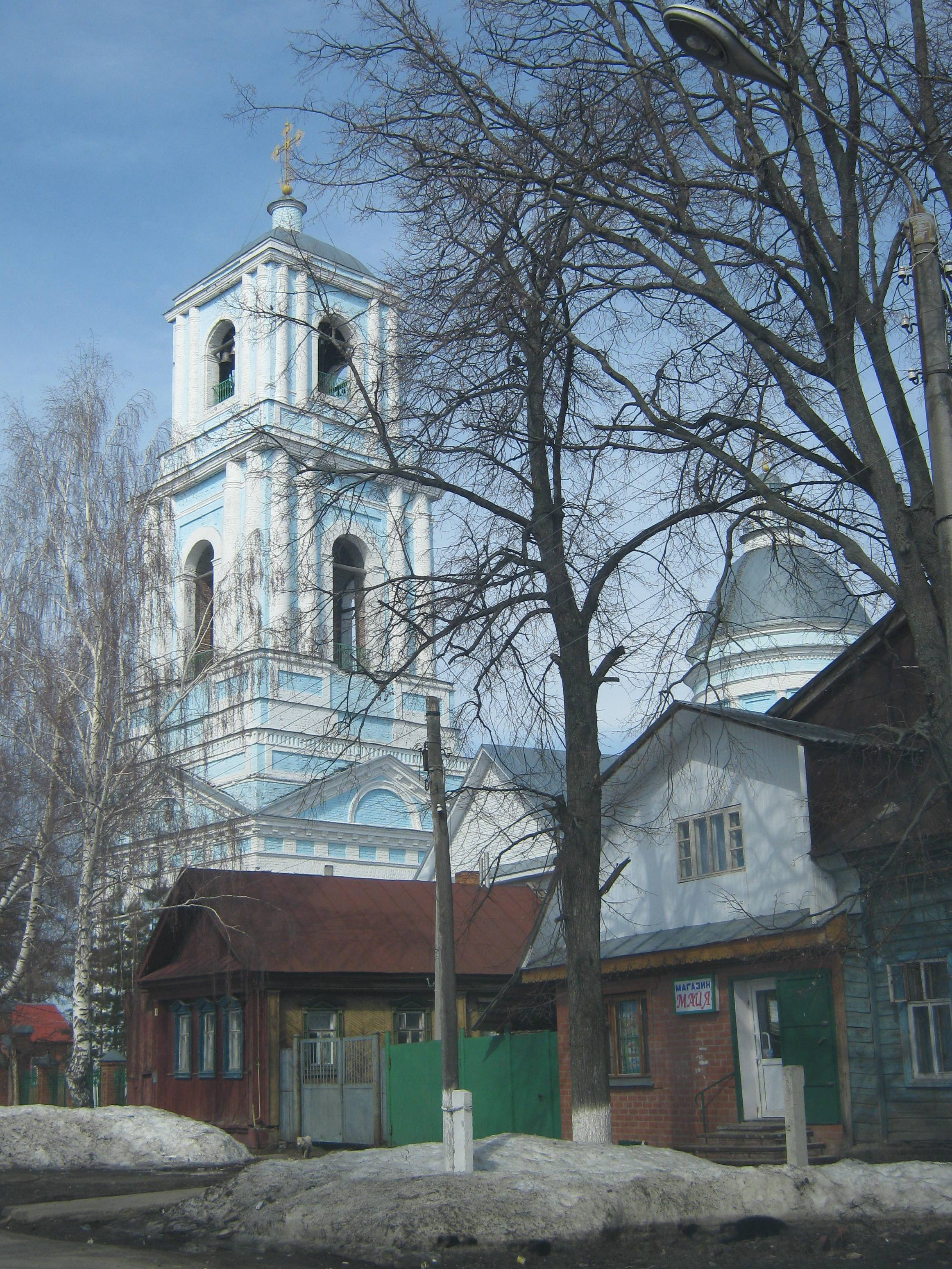
Свято-Троицкая церковь, XVIII век
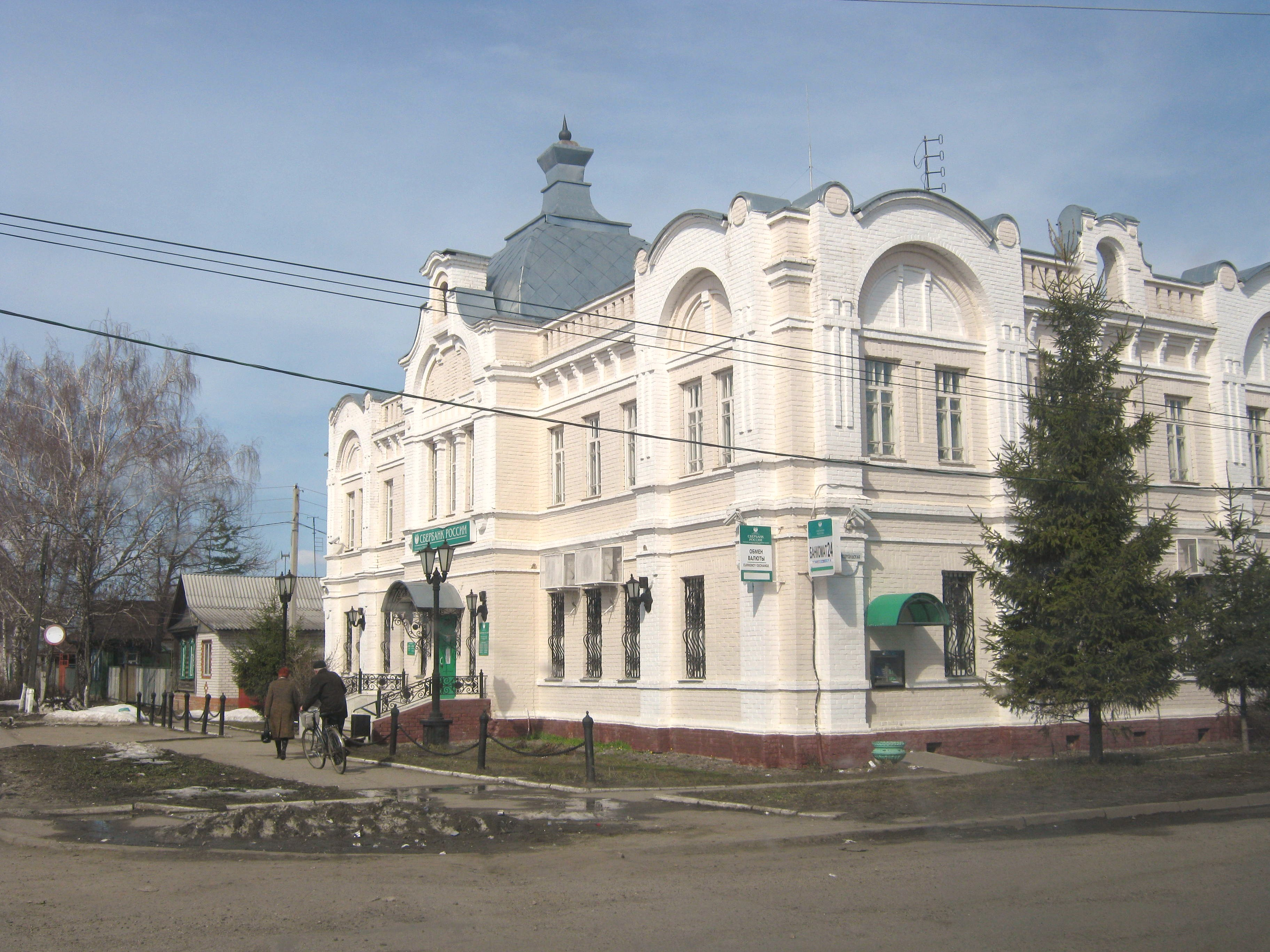
Ядринское отделение Сбербанка
Бюст Н. М. Таланцеву
Памятник Ленину
Административное здание на улице 30 лет Победы
Физкультурно-спортивный комплекс «Присурье»
Постамент с самолётом Л-29
Здание ОВД Ядринского района